# Lina Pagliughi
Lina Pagliughi est une soprano italo-américaine, née le 27 mai 1907 à Brooklyn et morte le 2 octobre 1980 à Gatteo a Mare. Sa carrière est  particulièrement associée au répertoire de « soprano léger ». 

## Biographie
Née aux États-Unis de parents italiens, Lina Pagliughi chante en public dès son enfance. Elle est remarquée par la fameuse soprano Luisa Tetrazzini, qui lui conseille d'étudier le chant et l'encourage vers une carrière à l'opéra. C'est ainsi qu'en 1922, elle part pour l'Italie avec sa famille, et devient l'élève de Manilo Bavognoli à Milan. Elle fait ses débuts au théâtre communal en 1927, dans le rôle de Gilda de Rigoletto. Son succès est tel, que le label La Voce del padrone la choisit pour graver le rôle dans la première intégrale de l'œuvre, aux côtés du baryton Luigi Piazza et du ténor Tino Folgar.
Gilda sera également le rôle de ses débuts à La Scala en 1930. Elle se produit dès lors sur toutes les grandes scènes italiennes, s'imposant dans le répertoire léger où la pureté de sa voix, son abattage et sa sensibilité  font merveille : Rossini (Rosina), Bellini (Amina, Elvira), Donizetti (Lucia, Linda, etc.) mais aussi Mozart (Constance, Fiodiligi, la Reine de la nuit).
En dépit de son immense succès, elle ne chantera jamais à l'étranger à part quelques apparitions à Londres et à Monte-Carlo dans les années 1930. Elle quitte la scène en 1947, mais continue de chanter à la radio italienne jusqu'en 1956, avant de se tourner vers l'enseignement en compagnie de son mari, le ténor Primo Montanari (1895-1972).
Elle meurt à 73 ans le 2 octobre 1980 à Gatteo, où elle s'était retirée en 1966.

## Discographie sélective
- Lucia di Lammermoor - Lina Pagliughi, Giovanni Malipiero, Giuseppe Manacchini, Luciano Neroni, chœur et orchestre de la Rai (Turin), Ugo Tansini (dir.) - 1939
- La Fille du régiment - Lina Pagliughi, Cesare Valletti, Sesto Bruscantini, chœur et orchestre de la Rai (Milan), Mario Rossi (dir.) - 1950 - chanté en italien
- I puritani - Lina Pagliughi, Mario Filippeschi, Rolando Panerai, Sesto Bruscantini, chœur et orchestre de la Rai (Milan), Fernando Previtali (dir.) - 1952
- La sonnambula - Lina Pagliughi, Ferruccio Tagliavini, Cesare Siepi, chœur et orchestre de la Rai (Turin), Franco Capuana (dir.) - 1952

## Sources
- Alain Pâris, Dictionnaire des interprètes, Robert Laffont, 1989  (ISBN 2-2210-6660-X)
- Roland Mancini et Jean-Jacques Rouveroux, Guide de l’opéra, Fayard, 1995  (ISBN 2-213-59567-4)